# Episodi di Laramie (quarta stagione)
La quarta stagione della serie televisiva Laramie è andata in onda negli Stati Uniti dal 25 settembre 1962 al 21 maggio 1963 sulla NBC.
| nº | Titolo originale      | Titolo italiano             | Prima TV USA      | Prima TV Italia |
| -- | --------------------- | --------------------------- | ----------------- | --------------- |
| 1  | Among the Missing     |                             | 25 settembre 1962 |                 |
| 2  | War Hero              |                             | 2 ottobre 1962    |                 |
| 3  | The Fortune Hunter    |                             | 9 ottobre 1962    |                 |
| 4  | Shadow of the Past    |                             | 16 ottobre 1962   |                 |
| 5  | The Long Road Back    | La lunga strada del ritorno | 23 ottobre 1962   |                 |
| 6  | Lost Allegiance       |                             | 30 ottobre 1962   |                 |
| 7  | The Sunday Shoot      |                             | 13 novembre 1962  |                 |
| 8  | Double Eagles         |                             | 20 novembre 1962  |                 |
| 9  | Beyond Justice        |                             | 27 novembre 1962  |                 |
| 10 | Bad Blood             |                             | 4 dicembre 1962   |                 |
| 11 | Time of the Traitor   |                             | 11 dicembre 1962  |                 |
| 12 | Gun Duel              | Duello con pistola          | 25 dicembre 1962  |                 |
| 13 | Naked Steel           |                             | 1º gennaio 1963   |                 |
| 14 | Vengeance             |                             | 8 gennaio 1963    |                 |
| 15 | Protective Custody    | Custodia preventiva         | 15 gennaio 1963   |                 |
| 16 | The Betrayers         |                             | 22 gennaio 1963   |                 |
| 17 | The Wedding Party     | Festa nuziale               | 29 gennaio 1963   |                 |
| 18 | No Place to Run       |                             | 5 febbraio 1963   |                 |
| 19 | The Fugitives         |                             | 12 febbraio 1963  |                 |
| 20 | The Dispossessed      |                             | 19 febbraio 1963  |                 |
| 21 | The Renegade Brand    |                             | 26 febbraio 1963  |                 |
| 22 | The Violent Ones      | La banda dei violenti       | 5 marzo 1963      |                 |
| 23 | The Unvanquished      |                             | 12 marzo 1963     |                 |
| 24 | The Sometime Gambler  |                             | 19 marzo 1963     |                 |
| 25 | Edge of Evil          |                             | 2 aprile 1963     |                 |
| 26 | Broken Honor          |                             | 9 aprile 1963     |                 |
| 27 | The Last Battleground |                             | 16 aprile 1963    |                 |
| 28 | The Stranger          |                             | 23 aprile 1963    |                 |
| 29 | The Marshals          |                             | 30 aprile 1963    |                 |
| 30 | Badge of Glory        |                             | 7 maggio 1963     |                 |
| 31 | Trapped               |                             | 14 maggio 1963    |                 |
| 32 | The Road to Helena    |                             | 21 maggio 1963    |                 |

## Among the Missing

### Trama
- Guest star: L.Q. Jones (Neeley), Ivan Dixon (Jamie Davis), Dolores Michaels (Nona), Jan Merlin (Milo Gordon), Claude Akins (sceriffo Tyler Shaw), William Boyett (Porter), William Bramley (Hanson), Chuck Roberson (Croft)

## War Hero

### Trama
- Guest star: Lloyd Nolan (generale George Barton), Mort Mills (Obie Loomis), Herbert Rudley (Jeremy Thorne), Keith Richards (capitano Winters), Joanna Barnes (Lucy Barton), Francis De Sales (Haines), Darrell Howe (Quinn Loomis), Maurice Manson (Marley), K.L. Smith (Harry Jason)

## The Fortune Hunter

### Trama
- Guest star: Eddy Waller (Mose Shell), Parley Baer (Fred McAllen), Patricia Crest (Opal), Willis Bouchey (Harvey Dodds), Ray Danton (Vince Jackson), Carolyn Craig (Kitty McAllen), Peter Whitney (Hutch Davis), Cathie Merchant (Gloria Stacy)

## Shadow of the Past

### Trama
- Guest star: Andy Romano (Will Keefer), John Qualen (Mr. Elbee), Olan Soule (Fred), Jacqueline Scott (Francie), Jim Davis (Ben McKittrick), Hal K. Dawson (negoziante), Ron Hayes (Carl Keefer), Edna Holland (Mrs. Duncan), L.Q. Jones (Frank Keefer), Norman Leavitt (responsabile saloon), Eddy Waller (Mose)

## La lunga strada del ritorno
- Titolo originale: The Long Road Back

### Trama
- Guest star: Yvonne Craig (Ginny Malone), Edgar Buchanan (Cletus McBain), Jim McMullan (Virg Walker), Sol Gorss (Steeger), Robert Adler (barista), Gregg Palmer (Duke Walker)

## Lost Allegiance

### Trama
- Guest star: Lee Farr (Lon), Myrna Fahey (Sharon Helford), Don C. Harvey (sceriffo Finn McKay), Tru Garrett (Gabe Banister), Lane Bradford (Ross Banister), Rod Cameron (Christy), Harry Carey Jr. (Whitey Banister), Walter Sande (Walt Helford)

## The Sunday Shoot

### Trama
- Guest star: Charles Seel (Mose), Dan White (Pa Tilford), Moss Riley (Yano), William Fawcett (Bill), Burt Brinckerhoff (Hobey Carson), Gregory Walcott (Rafe Seton), Jena Engstrom (Nancy Tilford), Chris Alcaide (Ben Yates), Patricia Manning (Dixie), Barry Brooks (barista)

## Double Eagles

### Trama
- Guest star: Norman Leavitt (Frank), James Beck (Easy), Harry Carter (cittadino), Barry Brooks (sportellista della banca), Dick Foran (Joe Farley), Russell Johnson (Al Denning), Charles Robinson (Sam Moore), James Griffith (Charlie Frost), William Bryant (Ed Casson), Stacy Harris (banchiere), Danielle Aubry (Marie Duval), Valora Noland (Alma Moore), Pamela Curran (Millie Farley), George Wallace (Sloane), Émile Genest (Jake Duval)

## Beyond Justice

### Trama
- Guest star: Myron Healey (Ben Chantler), Margaret Hamilton (Leora Scofield), David McLean (Steven Collier), Brian G. Hutton (Ross), Lyle Bettger (Leland Emory), Kathie Browne (Phyllis Wynn), Fred Coby (Ed Rigby), Jim McMullan (Sy Crossland)

## Bad Blood

### Trama
- Guest star: Barry Cahill (Ed Connolly), Jean Byron (Annie Whitaker), Jan Shepard (Karen Jackson), Joe Haworth (Loynde), John Anderson (Leo McCall), Steven Barringer (Skip Whitaker), Lew Brown (Tucker), Brad Weston (Matt Skovron)

## Time of the Traitor

### Trama
- Guest star: William Fawcett (Josh), Paul Carr (Steve Prescott), Dennis Holmes, Eddy Waller (Mose), Don C. Harvey (Colie), R.G. Armstrong (Vic Prescott), Lew Ayres (dottor Samuel Mudd), Lane Bradford (Manton), Spring Byington, Harry Carey Jr. (Hobey), Anne Whitfield (Millie)

## Duello con pistola
- Titolo originale: Gun Duel

### Trama
- Guest star: Gail Kobe (Lottie Harris), DeForest Kelley (Bart Collins), Ed Prentiss (dottore Burns), Nick Nicholson (Ray Vincent), Ben Cooper (Johnny Hartley), Richard Devon (Del Shamley), Jack Elam (Parson Hawks), Carole Wells (Carol Hartley)

## Naked Steel

### Trama
- Guest star: Joan Swift (Saloon Girl), Charles Maxwell (McKeever), Harlan Warde (Matt Christy), Gloria Talbott (Nora), James Beck (Lee Christy), Gage Clarke (Jenks), Robert Cornthwaite (Heron), John Doucette (sceriffo Tate), William Wellman Jr. (Billy)

## Vengeance

### Trama
- Guest star: Denver Pyle (Al Morgan), Dennis Holmes, John Milford (Joe Morgan), Kelly Thordsen (Deevy), Fay Spain (Gladys), James Anderson (Tip), Raymond Guth (Porter), Lee Van Cleef (Mac Morgan)

## Custodia preventiva
- Titolo originale: Protective Custody

### Trama
- Guest star: David Brian (Walt Douglas), Ron Hayes (Cass), Anne Helm (Alicia Douglas / Leora), Gregory Walcott (Willard)

## The Betrayers

### Trama
- Guest star: Dennis Patrick (Ray Thatcher), George Orrison (Pete), Harry Dean Stanton (Moss), George Selk (Bernie), Roy Barcroft (sceriffo Douglas), Kathie Browne (Lorrie), Fred Coby (Carl), Don Kennedy (Floyd), Bob Kline (uomo), Adam West (Kett Darby)

## Festa nuziale
- Titolo originale: The Wedding Party

### Trama
- Guest star: Barton MacLane (Ed Bishop), Leonard P. Geer (Pete), Barbara Parkins (Marilee Bishop), Ed Nelson (Gil Harrison), Russ Bender (Red Wheeler), William Boyett (Pike), Bill Catching (Vince), Chuck Courtney (Frank), Ron Foster (Lee Taylor), Jacqueline Scott (Stacey Bishop)

## No Place to Run

### Trama
- Guest star: Arch Johnson (Sam Wellman), Robert F. Hoy (Fels), John Lodge (Squires), Don Kennedy (Callen), Ellen Burstyn (Amy), Richard Coogan (Marshall Petrie), Patricia Crest (Hostess), Don Durant (Gandy Ross), Frank Gerstle (giudice Wheeler), Tom Skerritt (Price)

## The Fugitives

### Trama
- Guest star: Billy E. Hughes (Adam Tolliver), Charles Fredericks (Bares), Ford Rainey (Stollery), Jan Merlin (Joel Greevy), Phyllis Avery (Myra Greevy), Hal Baylor (Hub Ballard), Mark Dana (Doan Ballard), Bartlett Robinson (Munson)

## The Dispossessed

### Trama
- Guest star: Gail Kobe (Madge), Arthur Hunnicutt (Sam Dillard), Richard Shannon (Prentice), Carl Reindel (Cass), Robert Bray (Luke), Jim Davis (Joe), Michael Forest (Cobey), Bennye Gatteys (Ellen), Katherine Warren (Sarah)

## The Renegade Brand

### Trama
- Guest star: Russ Whiteman (Doc), Ted Fish (barista), William Bramley (Tulman), David Perna (Enders), Jeanette Nolan (Ellen McGovern), Lory Patrick (Laurie), Kevin Hagen (Page), Ken Lynch (Tindall), Ed Kemmer (Lassel), Jerry Summers (Hank), Hal Needham (Collins), Percy Helton (Opie), John Daheim (Sprock), Roy Barcroft (Frazer), Gregg Barton (maniscalco), Rush Williams (cliente), Victor Adamson (cittadino)

## La banda dei violenti
- Titolo originale: The Violent Ones

### Trama
- Guest star: Ralph Thomas (Jenks), Edward Faulkner (Cliff), William Wellman Jr. (Sandy Forester), Eddy Waller (Mose), James Anderson (Benson), John Anderson (Bob Blayne), Paul Carr (Bill Blayne), Jack Chaplain (Larry Blayne), Dawn Wells (Millie)

## The Unvanquished

### Trama
- Guest star: Myron Healey (Rafe), Jock Gaynor (Diamo), Ken Mayer (Ben), DeForest Kelley (Jack), Míriam Colón (Winema), Frank DeKova (Tah-Za), Ed Prentiss (Doc Higgins)

## The Sometime Gambler

### Trama
- Guest star: Dennis Rush (ragazzo), Bartlett Robinson (Werner), Jacqueline Scott (Ellen), Bing Russell (Reeves), Michael Forest (Wilkerson), Tru Garrett (Marshal Ives), James Gregory (Richards), John Pickard (Marty), Ed Prentiss (dottor Losk), Steve Warren (Griffin)

## Edge of Evil

### Trama
- Guest star: Ron Harper (Stede Rhodes), Alan Hale Jr. (Roger Canby), Suzanne Lloyd (Ann Rhodes), Harry Lauter (Bert Lewis), Quinn K. Redeker (Jack Lewis)

## Broken Honor

### Trama
- Guest star: Norman Leavitt (Freddie), Vinton Hayworth (Art Potter), Ron Soble (Harvey Doleman), Peggy McCay (Martha Halloran), Richard Bakalyan (Mel Doleman), Don 'Red' Barry (Dave Brynie), Rod Cameron (Roy Halloran), Eddy Waller (Mose)

## The Last Battleground

### Trama
- Guest star: Robert Knapp (Gibbs), Brett King (Hall), Dee Pollock (Will Courtland), Frank Overton (James Courtland), John Hoyt (maggiore John Ellis), Marshall Reed (sergente Nolan)

## The Stranger

### Trama
- Guest star: Scott McCartor (Carl), Dewey Martin (Vanton Madox), Karl Swenson (Emil Viktor), Ed Prentiss (Doc), Geraldine Brooks (Lorena Carver), L.Q. Jones (sergente), Lee Van Cleef (Caleb)

## The Marshals

### Trama
- Guest star: Ed Prentiss (Doc Tyler), John Pickard (Ragan), Hugh Sanders (Rafferty), Gene Roth (Jethroe), William Bryant (Reb Carlton), Kem Dibbs (De Walt), Reginald Gardiner (Patches), David McLean (Marshal Branch McGary), Michael T. Mikler (Slater), Dennis Patrick (Vern Buckner), House Peters Jr. (Davis), Robert J. Wilke (Clint Buckner)

## Badge of Glory

### Trama
- Guest star: Gregg Palmer (Chuck Logan), Jo Morrow (Helen), George Wallace (sceriffo Mason), Laraine Stephens (Laurie Adams), Jean Allison (Amelia Holby), Sheldon Allman (Sam Logan), Tru Garrett (Harry), Russell Johnson (Bob Talmadge), Lin McCarthy (John Holby), Henry Wills (Weston)

## Trapped

### Trama
- Guest star: James Kline (Mills), Joan Freeman (Nina Richards), Barton MacLane (Owen Richards), Paul Lukather (Park), Claude Akins (Britt Walker), Jim Davis (Jim Genoway), Tommy Sands (Tad Henderson)

## The Road to Helena

### Trama
- Guest star: Henry Hull (David Franklin), Robert Colbert (Ross), John Pickard (Bradford), Dan Krohn (Jamie Ross), Robert Anderson (Arkins), Maggie Pierce (Ruth Franklin)